# 水源路
水源路是台灣台北市西側沿新店溪右岸興建的一條道路。與其共線的水源快速道路是台北市區主要的快速道路之一，大致呈南北向，北接環河南北快速道路，南接新店環河快速道路，部分路段為高架道路。

## 行經行政區域
（由北至南）

### 台北市
- 萬華區
- 中正區
- 文山區

### 新北市
- 新店區

## 歷史

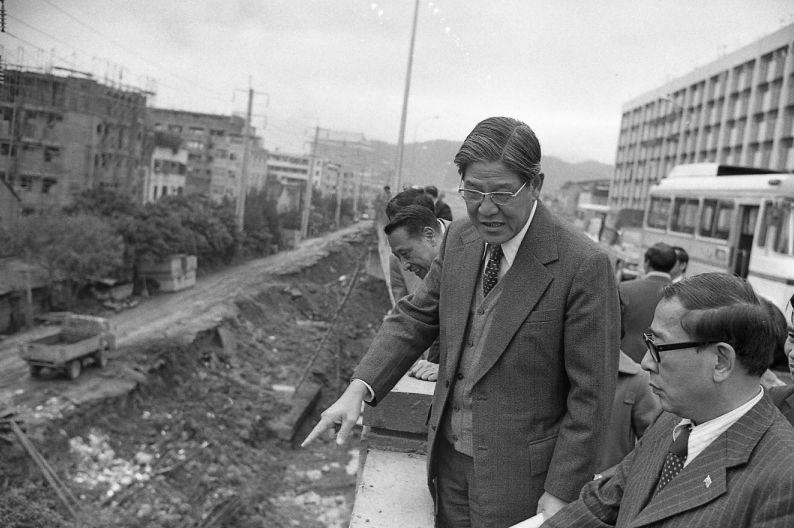
1979年，時任臺北市長李登輝巡視水源快速道路工程

臺北市快速道路系統，早於1974年即已訂定，復於1988年修正路網發展計劃，水源快速道路於1980年通車，為台灣第一條市區快速道路，國片電影搭錯車於1982年取景，片中可見道路門型架上方立有快速道路藍色路牌，雙向分隔4車道。
水源路（平面）的闢建起先是從華中橋開始，經青年公園、中華路二段、泉州街、中正橋至師大路、終點永福橋。後來與堤防共構闢建了快速道路（南下線），但快速道路的部分只通至師大路、汀州路口。後來華中橋到富民路的水源路平面路段因台北果菜市場的關係而廢除。
第二階段的興建從師大路向南延伸至永福橋（南下線與堤防共構），福和橋（即寶藏巖一帶）以南成為鋼構雙層高架橋（南下線上層、北上線下層）在新店環河路、中正路口與新店環河快速道路連接，為台北市側（淡水河右岸）南北環河快速道路的一段（關渡大橋→大度路→洲美快速道路→環河南北快速道路→水源快速道路→新店環河快速道路→碧潭大橋）

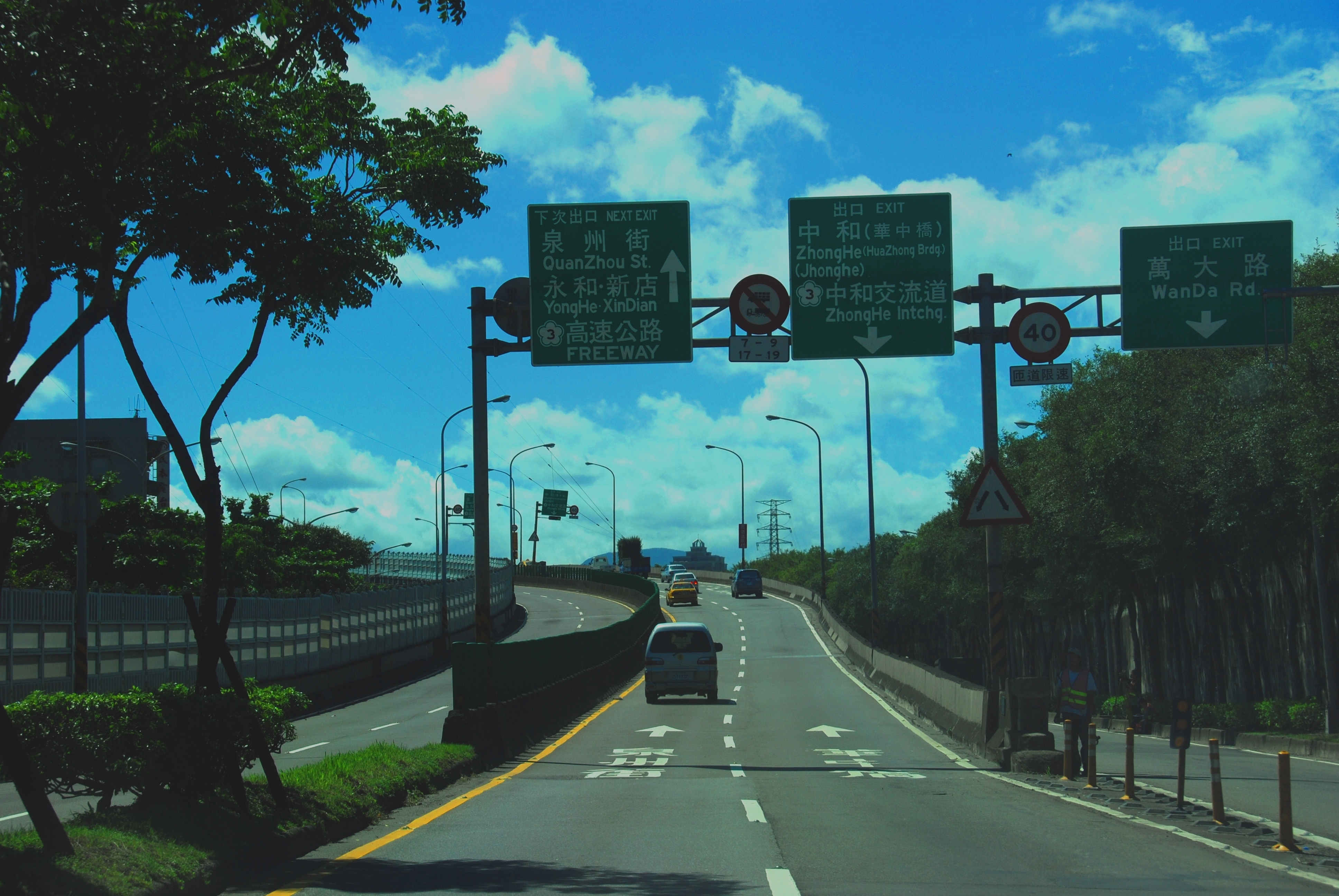
台北市水源快速道路及環河南北快速道路交接處（南下車道。左線為水源快速道路起始段，右線為環河快速道路萬大路出口）

## 快速道路
水源快速道路全長7.1公里，北於武成街125巷口附近直接環河南北快速道路（環河南路三段），南接新店環河路。

### 封閉式路段
- 北上線：
  - 南起新店區環河中正路口，北至水源路31巷口。
  - 南起青年路口，北接環河快速道路。
- 南下線：
  - 北接環河快速道路，南至新店區環河中正路口。

### 出入口和匝道列表
| 水源快速道路路線設施里程一覽表 |      |          |                     |                             |                                           |        |                                  |
| 標誌                           | 里程 | 名稱     | 順樁預告            | 逆樁預告                    | 形式                                      | 通車日 | 銜接道路 →聯絡地區               |
| ↑主線接續環河南北快速道路      |      |          |                     |                             |                                           |        |                                  |
| 出口                           |      | 萬大路   | 萬大路 快速道路起點 | （僅南出北入） 快速道路終點 | 分離式鑽石型                              |        | 萬大路 →萬華區                   |
| 出口                           |      | 華中橋   | 中和                | （僅南下出入）              | 半套鑽石型 含華中河濱公園、富民路入口匝道 |        | 華中橋 →中和區                   |
| 出口                           |      | 泉州街   | 泉州街 中華路       | （僅南下出入）              | 匝道                                      |        | 泉州街、中華路 →萬華區           |
| 出口                           |      | 中正橋   | 永和                | （僅南下出入）              | 半套鑽石型                                |        | 中正橋 →永和區                   |
| 出口                           |      | 師大路   | 師大路              | 師大路                      | 鑽石型                                    |        | 師大路 →中正區                   |
| 出口                           |      | 永福橋   | 永和                | （僅南下出口）              | 匝道                                      |        | 永福橋 →永和區                   |
| 出口                           |      | 基隆路   | （無南出匝道）      | 基隆路                      | 單葉型                                    |        | 基隆路 →文山區                   |
| 出口                           |      | 景福街   | 景福街              | （僅南出北入）              | 匝道 含羅斯福路六段142巷入口匝道          |        | 景福街 →文山區景美               |
| 出口                           |      | 中正路端 | 中正路 快速道路終點 | 中正路 快速道路起點         | 直接式                                    |        | 新店環河快速道路、中正路 →新店區 |
| ↓主線接續新店環河快速道路      |      |          |                     |                             |                                           |        |                                  |

## 沿線設施
（由西北往東南）
- 華中河濱公園
- 馬場町紀念公園
- 第一果菜批發市場（正門位於萬大路533號）
- 青年公園（199號）
- 中正河濱公園
- 光華寺
- 紀州庵／臺北文學森林公園（正門位於同安街107號）
- 古亭河濱公園
- 寶藏巖
- 景美

## 取景
2010年上映的著名台灣電影《艋舺》一片中，蚊子、志龍、和尚等人騎機車在台北街頭飆車的畫面便是在水源快速道路的北上線平面段拍攝，劇組為了拍片而暫時封下這條路。